# Rod Ansell
Rodney William Ansell, dit Rod Ansell, né le 1er octobre 1954 à Murgon (Queensland) et mort dans une fusillade le 3 août 1999 à Acacia Hills (Territoire du Nord), est un aventurier,  éleveur de bétail et chasseur de buffles australien. 
Décrit comme venant du « bush », Ansell accède à la notoriété en 1977 après s'être retrouvé bloqué dans une zone extrêmement reculée du Territoire du Nord. Le récit de sa survie, qui dure 56 jours, fait la une des journaux du monde entier. En 1986, il inspire ainsi le personnage de Michael J. « Crocodile » Dundee, joué par Paul Hogan dans le film Crocodile Dundee. 
Très présent dans les médias pendant quelques mois, il ne bénéficie cependant pas du succès du film. Il connaît ensuite des difficultés financières et personnelles liées à son activité d'éleveur qui l'amènent à développer un comportement psychotique. En 1999, lors d'une crise de psychose, il est tué dans une fusillade avec des policiers.

## Biographie

### Jeunesse
Rodney William Ansell naît en 1954 à Murgon, dans le Queensland, de George William Ansell et Eva May Ansell. Il est le troisième de quatre enfants. Il déménage dans le Territoire du Nord à l'âge de 15 ans,. Pendant sa jeunesse, il gagne sa vie en chassant des buffles d'eau revenus à l'état sauvages dans le Top End, la viande étant exportée vers les marchés étrangers.

### Épreuve de survie
En mai 1977, peu de temps après avoir achevé un travail consistant à capturer des buffles à Kununurra, en Australie-Occidentale, Ansell décide de se rendre sur la Victoria River pour ce qu'il dit être un voyage de pêche. Il n'est pas précis lorsqu'il s'agit de décrire ses projets, disant seulement à sa petite amie de l'époque, Lorraine, qu'il reviendra dans quelques mois. Il part avec un bateau à moteur de 5 m et un dinghy de 2 m. Son bateau chavire et coule après avoir, selon ses dires, heurté « quelque chose de gros » (il affirmera plus tard, de manière sensationnelle, qu'il s'agit d'une baleine). Le bateau principal est détruit mais Ansell parvient à monter à bord de son dinghy, équipé d'une seule rame, et récupère ses deux bull-terriers âgés de huit semaines et une petite quantité d'équipement : un fusil, un couteau, de la nourriture en conserve et un sac de couchage en toile. Sans eau douce, Ansell se trouve dans une situation périlleuse, perdu à près de 200 kilomètres de la communauté humaine la plus proche ; de plus, l'un de ses chiens a la patte cassée. De plus, personne ne sait où il se situe,.  
Pendant la nuit, le canot d'Ansell dérive vers la mer, pour finalement s'échouer sur une petite île à l'embouchure de la rivière Fitzmaurice, au nord de la Victoria River. Au cours des deux jours suivants, Ansell remonte la Fitzmaurice au gré des marées, se déshydratant gravement, au cours des deux jours qui lui sont nécessaires pour trouver de l'eau. Finalement, il trouve de l'eau douce en analysant l'amplitude des marées qui apportent de l'eau salée. Ansell se nourrit de bétail sauvage et de buffles, chassant le jour pour se nourrir et nourrir ses chiens. Il boit occasionnellement du sang de bétail pour pallier le manque d'eau, le liquide aidant à maintenir l'équilibre électrolytique de son corps. Il suit également le vol des abeilles jusqu’à leur ruche pour récupérer le miel. Pendant la nuit, Ansell dort dans la fourche d'un arbre afin de rester hors de portée des crocodiles, bien qu'il partage l'arbre avec un serpent brun. Un jour, il tire sur un crocodile de 5 mètres, dont il garde la tête en souvenir. 
Ansell n'espère pas être secouru. Il a annoncé à ses proches qu'il serait absent pendant des mois. De plus, d'éventuelles équipes de recherche fouilleraient d'abord la rivière Victoria, et non la rivière Fitzmaurice. Il fonde son espoir sur la possibilité de marcher par voie terrestre jusqu'à une station pastorale au début de la saison des pluies. Un jour, Ansell entend le tintement caractéristique des cloches des chevaux et est recueilli par deux gardiens de bétail aborigènes et l'éleveur qui les emploie, Luke McCall,. Bien qu'il soit quelque peu émacié, Ansell est en bonne santé générale. Une fois de retour chez lui, il garde pour lui son expérience de survie, longue de sept semaines, craignant de contrarier sa mère par son insouciance. Il affirme ensuite affirmé que l'épreuve n'a pas été grave, expliquant :

« Tous les gars de ce pays, qui travaillent avec le bétail, les gardiens de bétail, les éleveurs, les attrapeurs de taureaux, peu importe, tous passent près de la mort tout le temps. Mais ils n'en parlent jamais... Je pense que le fait est que si vous vous en sortez en un seul morceau et que vous êtes toujours en vie, alors rien d'autre n'a vraiment d'importance. C'est comme sortir pour tirer sur un kangourou. Vous ne revenez pas en disant que vous l'avez manqué d'un demi-pouce. Soit vous l'avez eu, soit vous ne l'avez pas eu. C'est ainsi que je l'ai vu. Jusqu’à ce que le journal s’empare de l’histoire, et cela a changé beaucoup de choses. »

### Attention des médias et inspiration du personnage de «Crocodile» Dundee
Les médias surnomment Ansell le « Robinson Crusoé des temps modernes » et il fait la une des journaux en août 1977.
En 1977, après avoir fait sensation dans les médias australiens à la suite de sa survie dans l'Outback, Ansell rencontre Joanne van Os, une opératrice radio originaire de Melbourne, âgée de 23 ans, qui travaille dans la communauté aborigène isolée de Wadeye (en). Les deux tombent amoureux, se marient et ont deux fils : Callum, né en 1979, et Shawn, né en 1981,. La famille passe une grande partie de ses premières années à vivre « sous une simple toile ». Sans électricité ni eau courante, ils cuisinent autour d'un feu de camp et communiquent par radio.
En 1979, le cinéaste Richard Oxenburgh demande à Ansell le droit de relater ses aventures dans le film documentaire To Fight the Wild, dont une version en livre est publié l'année suivante. Bien que le réalisateur et Ansell s'accordent sans réserve la version des événements décrite par ce dernier, son histoire est souvent traitée avec scepticisme par les habitants du Top End. Certains pensent qu'il s'agit d'un coup publicitaire et d'autres se demandent pourquoi Ansell n'a pas suivi la rivière en aval jusqu'à la ville la plus proche. Ansell est questionné, lors d'interviews, sur la raison de sa présence, seul, dans la nature sauvage australienne ; il affirme qu'il est allé en voyage pour pêcher. Cependant, en privé, il confie à des amis qu’il était en réalité là-bas pour braconner des crocodiles, ce que certains soupçonnent, le braconnage étant puni de 2 000 dollars d'amende ou six mois de prison. 
En 1981, Ansell est invité à Sydney où il est interviewé par le journaliste anglais Michael Parkinson, dans son émission télévisée Parkinson. Ansell assiste à l'entretien pieds nus. Lors de son séjour à l'hôtel cinq étoiles Sebel Townhouse, il dort dans son sac de couchage sur le sol plutôt que sur son lit, et se montre intrigué par le bidet de sa chambre,. L'interview d'Ansell et les curieuses pitreries qu'il effectue dans la ville suscitent l'intérêt de Paul Hogan, l'inspirant, ainsi que ses co-scénaristes Ken Shadie et John Cornell, pour créer le personnage de Michael J. « Crocodile » Dundee. Après le succès inattendu de Crocodile Dundee, Ansell poursuit en vain Hogan en justice,.  
Selon les amis d'Ansell, celui-ci vit « en harmonie » avec les autochtones d'Australie de la terre d'Arnhem et, comme le personnage du film, il parle couramment « Urapunga » (langue dont le vrai nom est le ngalakgan), étant devenu un « homme blanc pleinement initié »,. En tant qu'« homme performant sans prétention » censé incarner « l'esprit du Territoire », Ansell est nommé Territorial de l'année en 1987 pour avoir aidé le grand public à placer Top End sur la carte du monde. Le journaliste Chips Mackinolty, qui rencontre Ansell dans les années 1980, le décrit comme « cohérent et sympathique, bien qu'un peu intense ». Cependant, la soudaine renommée d'Ansell l'éloigne de ses proches, et il déplore ensuite son rejet à son retour chez lui :

« Prouver que l'histoire est vraie ou non n'aurait pas beaucoup d'importance. Parce que les gens que cela affecterait, qui m’affectent, sont ceux qui vivent là où je travaille et qui me connaissent. Et les gens ici ont la phobie d’apparaître dans les médias. Cela a donc nui à ma réputation à leurs yeux... ils pensaient que c'était une chose terrible à faire. »

### Dernières années
En 1985, Ansell emprunte de l'argent et obtient un bail pastoral sur une surface de plus de 240 km2 dans le nord de la terre d'Arnhem. Il s'agit d'un système d'accord passé entre un particulier et la Couronne britannique pour laisser son bétail pâturer sur des terres possédées par cette dernière. Il crée Melaleuca, un ranch situé à 140 kilomètres à l'est de Darwin, près du parc national de Kakadu,,, baptisé d'après les Melaleuca qui parsèment le paysage. Les Ansell s'installent sur le ranch, non loin de la Mary River. Ils se rémunèrent notamment en accueillant dans leur ferme des touristes fortunés en lune de miel.  
Dans les années 1980, il se retrouve en conflit prolongé avec le gouvernement du Territoire du Nord au sujet d'une campagne d'éradication de la brucellose bovine et la tuberculose (Brucellosis and Tuberculosis Eradication Campaign, BTEC). Pour se conformer au BTEC, Ansell est contraint de tuer 3 000 buffles sauvages sur sa propriété. Il prévoyait initialement de capturer et de domestiquer les animaux pour créer un cheptel qui aurait permis à sa famille de mener une vie confortable. Affirmant que l'argent dépensé dans le programme BTEC « serait mieux dépensé dans la recherche sur le SIDA », Ansell considère l'abattage des animaux comme un gaspillage scandaleux de bétail de qualité,. Trois voisins éleveurs obtiennent finalement un prêt de 100 000 dollars du gouvernement, mais Ansell n'est lui jamais indemnisé pour ses pertes.   
Le travail au ranch est très éprouvant physiquement, en particulier la capture et l'élevage des buffles ; Ansell est victime de plusieurs fractures et est handicapé par des douleurs chroniques. Par ailleurs, des plantes comme Mimosa pigra commencent à envahir le terrain, la rendant inexploitable. Sans argent pour lutter contre les herbes envahissantes, les Ansell sont contraints de vendre leur élevage de bétail en juin 1991. Après 15 ans de mariage, le couple se déchire rapidement et les Ansell divorcent. Déprimé, au chômage et à court d'argent, Ansell commence à cultiver de la marijuana et à consommer des amphétamines.  
En juin 1996, il sort avec Cherie Hewson. Le couple vit à la Urapanga Station, une communauté aborigène située sur la Roper River, à environ 483 kilomètres au sud de Darwin. Au cours des années suivantes, la toxicomanie du couple devient plus destructrice ; en 1999, Rod Ansell est victime d'un épisode psychotique qui lui coûtera la vie,.  

#### Fusillade et mort
Ansell meurt à la suite d'une fusillade avec la police le 3 août 1999 vers 10 h 45. Ansell se trouve à l'intersection de Stuart Highway et Old Bynoe Road, près de la localité d'Acacia Hills, coupée par un barrage routier,. Il se prépare à attaquer le sergent vétéran Glen Anthony Huitson et son collègue, le jeune agent Jamie O'Brien, s'équipant d'un fusil de calibre .30-30 Winchester. Un tir est dévié par la voiture de police et touche mortellement Huitson à l'abdomen, sous son gilet pare-balles. Jonathan Anthonysz, un témoin des faits, est grièvement blessé au bassin et dans le bas du dos. Une fusillade éclate entre O'Brien et Ansell, en attendant l'arrivée de policiers spécialisés du Territory Response Group. Cinq minutes environ après le début du combat, Ansell est abattu par O'Brien avec un fusil à pompe, après qu'il a tiré, sans succès, sur la position d'Ansell toutes les cartouches de son pistolet Glock. L'affrontement met fin à douze heures de recherche par les autorités de Ansell, qui a, la nuit précédente, grièvement blessé par balles deux habitants des environs, dont un policier, mort de ses blessures. La petite amie d'Ansell, Hewson, est alors avec lui mais elle s'échappe avant que la fusillade n'ait lieu. Elle s'enfuit et se rend finalement à la police de Brisbane le 7 août 1999. 
Bien que la police ne puisse pas expliquer les motivations d'Ansell, qui aurait facilement pu échapper au barrage routier s'il l'avait choisi, il est établi plus tard qu'Ansell a été victime d'une psychose concernant les francs-maçons avant sa mort : il était déséquilibré, convaincu que des francs-maçons avaient kidnappé ses deux fils et le traquaient désormais lui,. Au cours de l'enquête du coroner, le psychiatre Robert Parker fait les observations suivantes sur l'état mental d'Ansell avant sa mort :

« Il ne fait aucun doute qu'Ansell a été intoxiqué aux amphétamines avant son interaction mortelle avec le sergent Huitson. [...] Le comportement d'Ansell avant les premiers coups de feu est compatible avec une intoxication aux amphétamines accompagnée d'agitation, d'hypervigilance, d'anxiété, de colère et d'altération du jugement (DSM IV). Il souffrait également d’un état psychotique paranoïaque typique de la consommation chronique d’amphétamines. »

Parker écrit également qu'Ansell et Hewson ont développé une psychose commune, déclarant :

« tous deux ont développé un état délirant commun ou folie à deux. [...] Il est donc possible que l'une des parties, ou les deux, aient eu une vulnérabilité sous-jacente à la maladie mentale qui a été renforcée et entretenue par leur consommation régulière d'amphétamines. »

Une autopsie de la dépouille d'Ansell montre qu'il a subi 30 blessures ou écorchures, toutes causées par des plombs de fusil de chasse ; la blessure mortelle a été causée par un plomb qui a perforé son aorte. La cause du décès est définie comme « une hémorragie résultant de multiples blessures par balle touchant diverses parties du corps ». À la suite de la demande de ses fils, Ansell reçoit un enterrement complet suivant la tradition aborigène, au mont Catt, dans la terre d'Arnhem. Ses fils et ses parents assistent à ses funérailles.

## Publications
- (en) Rodney Ansell, Rachel Percy et Robert Birch, To Fight the Wild, New York, Harcourt Brace Jovanovich, 1986 (1re éd. 1980) (ISBN 978-0-152-89068-1)